# Societas Heraldica Scandinavica
Societas Heraldica Scandinavica (svenska: Heraldiska Sällskapet, SHS) är en nordisk sammanslutning bildad 1959 i syfte att sprida kunskap om heraldik, sigillografi och närbesläktade ämnen. Föreningen räknar drygt 400 medlemmar.
SHS publicerar tidskriften Heraldisk Tidsskrift vilken utkommer två gånger per år. Sedan 2011 administreras även Skandinavisk Vapenrulla av SHS.

## Nordiska heraldiska konferenser
Sedan 2001 anordnar SHS vartannat år nordiska heraldiska konferenser med olika teman. De roterar mellan de nordiska länderna och har hållits i:
1. Kalmar (2001)
2. Åbo (2003)
3. Oslo (2005), Nordiska unioner: ingående och upplösning – heraldik och flaggor
4. Hillerød (2007), Vapen för nordiska riddare av Elefantorden, Dannebrogorden och Serafimerorden. Statssymbolik i nordiska ordenstecken.
5. Stockholm (2009), Personvapen och vapenrätt
6. Helsingfors (2011), Person- och släktvapen kring Östersjön : bruket och territorier
7. Trondheim (2013), Kyrklig heraldik
8. Sønderborg (2015), Nordiska hertigvapen
9. Lund (2017), Heraldik och ceremonier vid akademin : universitetens och studenternas symbolvärld
10. Oslo (2019), Militär heraldik
11. Åbo (2022), Heraldisk formgivning i medaljkonsten
12. Roskilde (2023), Heraldiken i kyrkan - Kyrkan i heraldiken
13. Göteborg (2025), Heraldiken idag och imorgon